# Seleuco III Cerauno
Seleuco III Cerauno (ca. 243 a.C. — 223 a.C.), cujo nome real era Alexandre, foi um rei selêucida.

## Antecessores e família
Seu avô era o rei selêucida Antíoco II Theos, casado com Laódice, filha de Aqueu. O casal teve dois filhos e duas filhas. Os filhos eram Seleuco II Calínico, que sucedeu Antíoco II, e Antíoco Hierax; as filhas se casaram com Mitrídates e Ariathes. Antígono Hierax tentou tomar o poder ainda durante a vida de Seleuco II, provocando uma guerra, onde houve intervenção do Egito. Antígono Hierax morreu no primeiro ano da 138a olimpíada (228 a.C.), e Seleuco II Calínico no ano seguinte.
Seleuco II Calínico tinha dois filhos, Seleuco III Cerauno e Antíoco III Magno.

## Reinado
Seleuco III Cerauno sucedeu a seu pai, e adotou o nome de Seleuco (seu nome era Alexandre), sendo chamado de Cerauno (Trovão) pelas suas tropas.
Após três anos de reinado, Seleuco III Cerauno foi atacado à traição e morto, na Frígia, por um gálata de nome Nicanor; isto ocorreu por volta do primeiro ano da 139a olimpíada (224 a.C.). Ele foi sucedido por seu irmão Antíoco III, que começou a reinar no segundo ano da 139a olimpíada (223 a.C.).